# Pierre Patel
Pierre Patel (Piccardia ?, 1605 ca. – Parigi, 1676) è stato un pittore francese, noto esclusivamente come pittore di paesaggi.

## Biografia

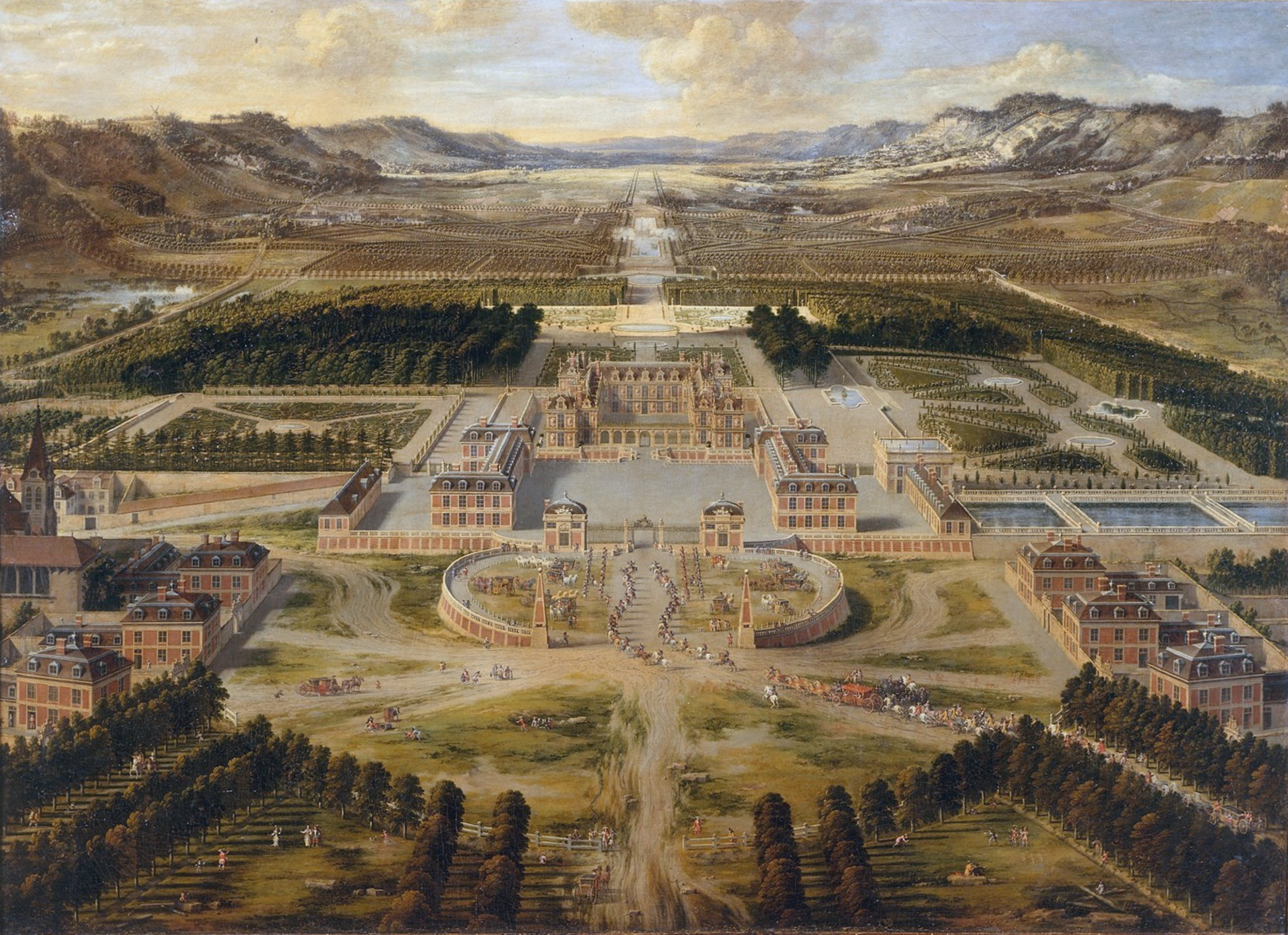
Il castello di Versailles, 1668, Museo di Versailles

Nel 1646 lavorò alla decorazione dell'Hotel Lambert assieme ad altri pittori come Eustache Le Sueur, Jan Both e Herman van Swanevelt; in particolare gli sono attribuite le decorazioni del Gabinetto dell'Amore, i cui dipinti sono ora al Louvre di Parigi. Partecipò sempre con Eustache Le Sueur alla decorazione dell'appartamento di Anna d'Austria al Louvre, di cui due Paesaggi di soggetto biblico si conservano in esposizione al Museo del Louvre.

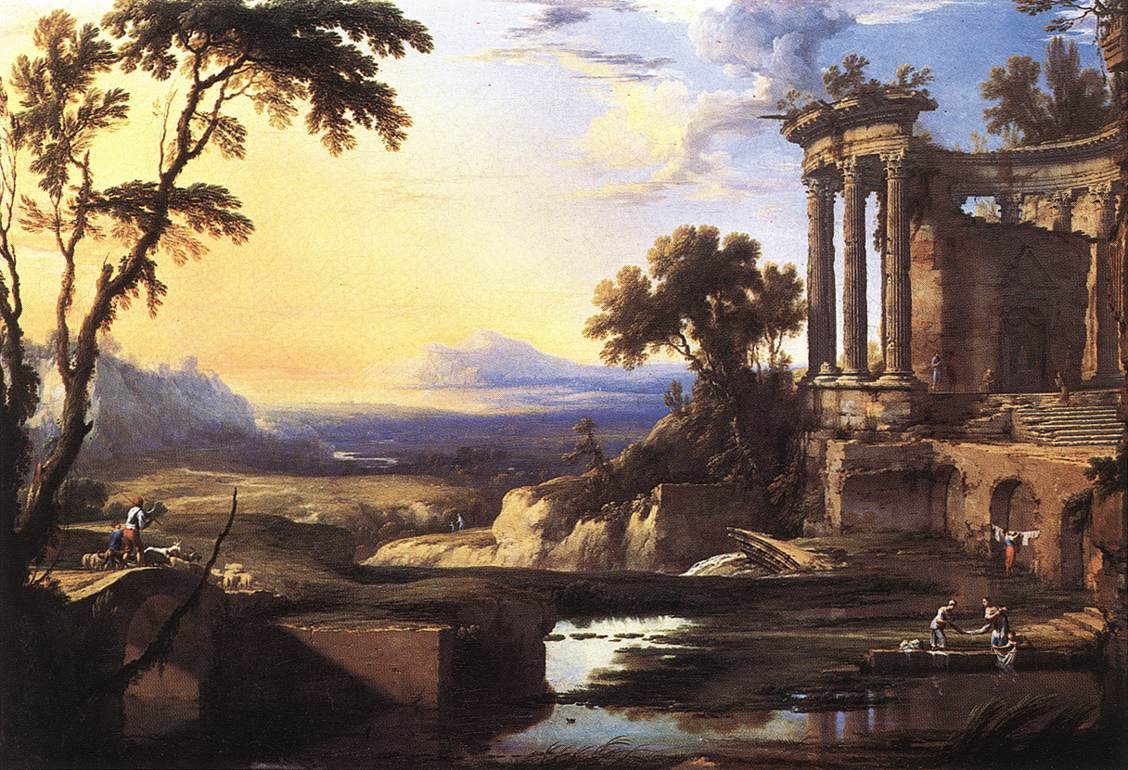
Panorama campestre con rovine, Museo di Springfield

Fortemente influenzato dallo stile di Laurent de La Hyre, si distingue per i paesaggi chiari con alberi fronzuti, immersi in una luce lattiginosa, ritmati spesso da un colonnato. I suoi disegni fini a carboncino, conservati al Louvre, e i suoi dipinti, conservati al Louvre e anche nei musei di Amiens, di Orleans e di Basilea, sono spesso animati dalla silhouette di qualche cacciatore o pastore, e solo caratteristici della corrente classicista, tipica della pittura parigina della metà del XVII secolo.
Il figlio Pierre-Antoine Patel proseguì nella scia del padre, dipingendo soltanto paesaggi.